# Pałac w Podgórkach
Pałac w Podgórkach – zabytkowy pałac w Podgórkach – wsi w Polsce, w województwie dolnośląskim, w powiecie złotoryjskim, w gminie Świerzawa, w Górach Kaczawskich w Sudetach Zachodnich.

## Historia
Pałac wybudowany w 1728. Po II wojnie światowej w pałacu mieścił się początkowo dom dziecka, a następnie szkoła rolnicza. 2 października 1961 r. w obiekcie wybuchł pożar. Podjęto odbudowę, która trwała do 1966 r., po czym przekształcono go w ośrodek kolonijno - wczasowy łódzkich zakładów włókienniczych. W latach 90. XX w. zespół pałacowy został sprzedany i do dzisiejszego dnia pozostaje własnością prywatną. Obiekt jest częścią zespołu pałacowego, w skład którego wchodzą jeszcze: park, oficyna.